# Artur Kempa
Artur "Art" Kempa (ur. 12 sierpnia 1977 w Warszawie) – polski muzyk, kompozytor i gitarzysta. Znany przede wszystkim z występów w zespole Wrinkled Fred. Od 2005 roku członek formacji Soulburners. Współpracował także z zespołem Neolithic do jego rozwiązana w 2006 roku.
W 1997 ukończył III Liceum Ogólnokształcące im. gen. Józefa Sowińskiego w Warszawie. W latach 2008–2010 współtworzył grupę Black River. Z zespołem nagrał wydany tego samego roku album Black River oraz wydaną rok później płytę Black’n’Roll. Od 2010 roku współpracuje z gitarzystą i wokalistą Zbigniewem Hołdysem w ramach projektu Hołdys Kosmos. Latem 2010 roku dołączył do zespołu The Stray. Jest również członkiem grupy El Dupa.
Muzyk gra głównie na gitarze Gibson Les Paul z lat 50. XX w. oraz wzmacniaczu Marshall Plexi. Używa ponadto elektroakustycznych gitar T.Burton: SE2006-J-CE oraz Rambler. Efekty gitarowe, jakimi posługuje się na scenie i w studio, to między innymi Dunlop Crybaby GCB-95, Fulltone OCD oraz MXR Phase 90. Kempa był również właścicielem nieistniejącego sklepu muzycznego Ministerstwo Rock’n’rolla w Warszawie.

## Dyskografia
- Wrinkled Fred – Watch Them Drop Like Flies (2006, Jadę Na Zielonym Koniu Projekt, Rockers Publishing)
- Black River – Black River (2008, Mystic Production)
- Soulburners – Gonna Burn Your Soul (2008, Jimmy Jazz Records)
- Black River - Black’n’Roll (2009, Mystic Production)
- Soulburners - Ride Again (2009, SLB Records)
- Black River - Trash (2010, Mystic Production)
- El Dupa – El Concerto in Duppa (2011, DVD, S.P. Records)
- Stachursky – Boski plan (2012, Universal Music Polska)

## Nagrody i wyróżnienia
| 2009 | album roku metal (Black River - Black River) | Nominacja |